# Biblioteca Nacional de la República Txeca
La Biblioteca Nacional de Txèquia o simplement Biblioteca Tècnica Nacional (en txec: Národní Technická Knihovna) es troba a Praga a Txèquia i també alberga la Biblioteca Municipal. L'antiga seu de la Biblioteca Tècnica Nacional Tècnica va ser el Clementinum, de la qual tots els llibres i materials van ser traslladats a la nova biblioteca.
El nou edifici va ser dissenyat pels arquitectes Roman Brychta, Halíř Adán, Hofmeister Ondřej i Petr Lešek de Projektil Architekt després de guanyar el primer premi en un concurs d'arquitectura celebrat l'any 2000. El 2002 va patir danys per les inundacions. La construcció va començar el 2006 i es va acabar el gener de 2009. La biblioteca va obrir les portes al públic el 9 de setembre 2009. Guanyà el Premi de la UNESCO/Jikji Memòria del Món el 2015.